# Jack Christiansen
John LeRoy „Jack“ Christiansen (* 20. Dezember 1928 in Sublette, Kansas; † 29. Juni 1986 in Stanford, Kalifornien) war ein US-amerikanischer American-Football-Spieler und -Trainer. Er spielte als Safety in der National Football League (NFL) bei den Detroit Lions.

## Jugend
Jack Christiansen hatte eine schwierige Jugend. Er wuchs in Canon City, Colorado in einem Kinderheim auf. An der High School spielte er Basketball, Football und war als Sprinter in der Leichtathletik aktiv. In seinem letzten Schuljahr in der High School zog er sich bei einem Unfall mit einer Schusswaffe eine schwere Verletzung am Arm zu, die dessen Beweglichkeit zeitlebens einschränkte. Dieser Umstand und die Tatsache, dass er sich für zu klein für den Footballsport hielt, bewirkten, dass er seine Aktivitäten als Footballspieler zunächst beendete.

## Spielerlaufbahn

### Collegekarriere
John Christiansen studierte an der Colorado State University. Wie auf der High School war er als Sprinter in der Leichtathletikmannschaft seines Colleges aktiv. Erst als Sophomore schloss er sich der Footballmannschaft an. Christiansen spielte auf der Safety Position. Bereits in seinem ersten Spiel kam er als Starter in der Defense seiner Mannschaft zum Einsatz. Seine Laufgeschwindigkeit machte ihn zu einem dominierenden Abwehrspieler. Er sollte bis zum Ende seines Studiums Starter seines Teams bleiben. Seine Leistungen ließen auch die Scouts der NFL auf ihn aufmerksam werden.

### Profikarriere
Im Jahr 1951 wurde Jack Christiansen von den Detroit Lions in der sechsten Runde an 69. Stelle gedraftet. Mehrere spätere Mitglieder in der Pro Football Hall of Fame wie Bobby Layne, Lou Creekmur, Yale Lary oder Doak Walker standen bereits im Team der Lions oder wurden hinzu verpflichtet. Die Mannschaft aus Detroit entwickelte sich zu einem Spitzenteam. 1952 konnte Christiansen mit seiner Mannschaft zum ersten Mal in die Play-offs und in das NFL-Meisterschaftsspiel einziehen. Im NFL-Endspiel wurden die Cleveland Browns mit 17:7 besiegt. Im folgenden Jahr konnten die Lions ihren Titel verteidigen und gewannen im NFL-Endspiel erneut gegen die Browns mit 17:16. Im Jahr 1957 gewann Christiansen seinen dritten Meistertitel. Nochmals waren die Browns der Endspielgegner und wiederum mussten sie sich den Lions geschlagen geben. Diesmal verloren sie deutlich mit 14:59.
Christiansen gewann nicht nur drei Meisterschaften, er stellte auch zahlreiche individuelle NFL-Jahresbestleistungen auf. Im Jahr 1953 konnte er 12 Pässe des gegnerischen Quarterbacks abfangen und damit einen Raumgewinn von 238 Yards erzielen. 1957 gelangen ihm 10 Interceptions. Auch als Punt Returner machte sich Christiansen einen Namen und erzielte in seinem Rookiejahr als Returner vier Touchdowns. Christiansen war der Anführer des Defensive Backfields der Lions und bei den gegnerischen Angriffsspielern gefürchtet. Mac Speedie, Wide Receiver der Cleveland Browns, gab nach dem Karriereende von Christiansen zu, dass seine Mannschaft angewiesen wurde, den Ball auf keinen Fall in Richtung von Christiansen zu werfen. Die Gefahr, dass der Pass von ihm abgefangen wird, hielten die Trainer für zu hoch.
Nach der Saison 1958 beendete Jack Christiansen seine Spielerlaufbahn.

## Trainerlaufbahn
Jack Christiansens Laufbahn als Trainer war wenig erfolgreich. In den Jahren 1963 bis 1967 trainierte er die San Francisco 49ers. Sein Team konnte lediglich 26 von 67 Spielen gewinnen. Von 1972 bis 1976 war er Head Coach der Stanford University. Als Assistenztrainer war er danach bei den Kansas City Chiefs, Seattle Seahawks und den Atlanta Falcons tätig. Ein Titelgewinn gelang ihm nicht mehr. Im Jahr 1986 starb Christiansen an Krebs.

## Ehrungen
Jack Christiansen spielte fünfmal im Pro Bowl, dem Abschlussspiel der besten Spieler einer Saison. Er wurde sechsmal zum All-Pro gewählt. Christiansen ist Mitglied im NFL 1950s All-Decade Team, seit 1970 in der Pro Football Hall of Fame. Sechs Wochen vor seinem Tod wurde er in die Michigan Sports Hall of Fame aufgenommen.